# Exforge
Exforge (amlodipin/valsartan) är den första fasta kombinationen av läkemedlen Norvasc (amlodipin) och Diovan (valsartan). Exforge används för att sänka ett för högt blodtryck.
Renin-angiotensin-aldosteron-systemet (RAAS-systemet) är centralt när det gäller att kontrollera blodtrycket. Enzymet renin klyver proteinet angiotensinogen till det mindre proteinet angiotensin I som sedan via ACE (angiotensin converting enzyme) bildar angiotensin II. Angiotensin II kan binda till olika receptorer bl.a. AT-1 receptoren och därigenom få muskulaturen kring blodkärlen att dra ihop sig och blodtrycket att stiga.
Angiotensin II ökar också bildningen av aldosteron. Aldosteron får vätska och salter att stanna kvar i njurarna och ökar på det sättet blodtrycket.
Vid normala förhållanden är bildningen av angiotensin i balans och resulterar inte i för höga blodtrycksnivåer. Men genom arv, stress, rökning, kost eller annan påverkan kan systemet komma i obalans och behöva korrigeras med hjälp av läkemedel.
Valsartan är en angiotensinreceptorblockerare och hindrar därmed att ökade koncentrationer av angiotensin II kan höja blodtrycket. 
Amlodipin är en så kallad kalciumblockerare som fungerar genom att minska kalciummängden i blodkärlens muskelceller vilket leder till att muskulaturen slappnar av och därigenom ökar blodkärlens vidd. I förlängningen sänks blodtrycket.
Kombinationen av en kalciumblockerare och en angiotensinreceptorblockerare utfyller varandra väl och ger en effektiv blodtryckssänkning. Ödem är en vanlig biverkan av kalciumblockad eftersom kärlen på den arteriella sidan dilateras mer än på den venösa sidan. Eftersom angiotensinreceptorblockerare även dilaterar den venösa sidan minskar risken för denna biverkan.